# Red Orb Entertainment
Red Orb Entertainment è stata una software house statunitense, nata come divisione della Brøderbund.
Venne fondata nel 1997 per sviluppare e commercializzare videogiochi per conto della casa madre, il cui brand sarebbe rimasto focalizzato su titoli di edutainment destinati alle scuole. Il nome dell'azienda derivava dalle prime sei lettere di Brøderbund, che lette al contrario formavano la dicitura "Red Orb".
I piani originari prevedevano lo sviluppo e la distribuzione di sette titoli nel primo anno di vita dell'azienda, tra cui un sequel di Myst, il titolo di maggior successo commerciale prodotto da Brøderbund. L'azienda è ricordata principalmente per aver prodotto Riven: Il seguito di Myst (1997) e Prince of Persia 3D (1999).
Nel 1998 Brøderbund venne acquisita da The Learning Company, che mantenne il marchio Red Orb Entertainment e gli affiancò risorse provenienti dalla propria divisione interna Mindscape. Nel 2001 Ubisoft acquistò i rami di intrattenimento di The Learning Company e le licenze dei titoli a esse associate, mentre il brand Red Orb Entertainment cessava di esistere.

## Videogiochi
- John Saul's Blackstone Chronicles
- The Journeyman Project 3: Legacy of Time
- Myst: Masterpiece Edition
- Prince of Persia 3D
- Ring: The Legend of the Nibelungen
- Riven: Il seguito di Myst
- Soul Fighter
- Take No Prisoners
- WarBreeds
- Warlords III